# KV29
KV29 es una tumba egipcia del llamado Valle de los Reyes, situado en la orilla oeste del Nilo, a la altura de la moderna ciudad de Luxor. Es uno de los sepulcros menos conocidos de la enorme necrópolis, siendo en la actualidad completamente imposible determinar de qué dinastía data y, ni mucho menos, quién pudo ser su propietario.

## Situación
La tumba número 29 del Valle de los Reyes no se encuentra cerca de ningún enterramiento lateral, y sólo está cerca de la también casi desconocida KV61. Construida en el uadi suroeste, se encuentra a la entrada de los dos ramales más meridionales del Valle, el de las tumbas pertenecientes a la época de Thutmose III y el destinado a los enterramientos de finales de la dinastía XIX. Aun así, la lejanía de KV29 de cualquier tumba realmente importante dificulta aún más la labor de datación del sepulcro.
Al parecer, KV29 presenta las características típicas de un enterramiento no real, quizás destinado a un miembro de la nobleza, al menos en su entrada, ya que existe un pozo funerario. Más allá del pozo ignoramos qué puede haber, aunque es muy probable que nos encontremos tan sólo con una única cámara principal, de modestas dimensiones y, claro está, ausente de decoración.

## Excavación
Como se puede apreciar, el desconocimiento que se tiene acerca de KV29 es casi absoluto. Ni siquiera sabemos si estaba abierta desde la antigüedad o si fue descubierta durante los siglos XVIII o XIX. Lo primero que nos llega sobre su existencia proviene de James Burton, que señala su situación y poco más. Algo mismo harían Wilkinson, Loret y Weigall, este último haciendo la suposición de que sería un pequeño enterramiento con una sola cámara, quizás fechado en la dinastía XVIII.
No obstante, en la actualidad, KV29 aún no ha sido excavada -ni existen proyectos a medio plazo de que lo sea-, y no despierta un gran interés. Sería casi milagroso que aportase alguna información interesante, dado que sepulcros muy similares a éste y mejor conocidos no tienen ningún misterio ni un solo objeto arqueológico o decoración que valiese una expedición millonaria. El misterio de la pequeña KV29 tendrá que seguir esperando.